# Frida van Megen
Frida van Megen (1 april 1989) is een Noors langebaanschaatsster.

## Biografie
Van Megen is geboren in een dorp ten oosten van Oslo (Mysen, Eidsberg??) als kind van Nederlandse ouders. Frida begon met schaatsen bij Båstad IL in Trøgstad. Na het seizoen 2004/05 maakte Van Megen de overstap naar Rakkestad IF in Rakkestad. Haar vader André koos er samen met zijn vier kinderen voor om te gaan trainen bij de coach Ivar Njøs, die training gaf bij Rakkestad IF. In 2006 en 2007 werd Van Megen nationaal kampioene allround voor junioren. In 2007 kwam ze namens Noorwegen uit op het WK junioren, waar ze op de 29e plek eindigde. Hierna stopte ze vanwege de Ziekte van Crohn. Na haar studie Voeding en Gezondheid op de Universiteit van Wageningen pakte ze haar trainingen weer op bij de plaatselijke ijsclub. Eind 2013 verhuisde ze naar Hamar als klinisch voedingsdeskundige in het Sykehuset Innlandet.
Haar internationale debuut bij de senioren maakte ze in 2014/2015 op de wereldbeker massastart en het WK Allround in Calgary. In het seizoen 2015/16 beëindigde ze haar internationale carrière.

## Privé
Frida van Megen is de dochter van André van Megen, die voor zijn hobby schaatste. De familie van Megen is een echte schaatsfamilie met vier kinderen die allen schaatsen (Erik, Suzanne, Frida en Wibeke)

## Persoonlijke records
| Afstand    | Tijd    | Datum           | Baan      |
| ---------- | ------- | --------------- | --------- |
| 500 meter  | 41,74   | 7 maart 2015    | Calgary   |
| 1000 meter | 1.21,88 | 16 maart 2007   | Calgary   |
| 1500 meter | 2.02,34 | 8 maart 2015    | Calgary   |
| 3000 meter | 4.11,28 | 7 maart 2015    | Calgary   |
| 5000 meter | 7.23,47 | 25 oktober 2015 | Stavanger |

## Resultaten
| Jaar | WK Allround             | WK Junioren             |
| ---- | ----------------------- | ----------------------- |
| 2007 |                         | NC29 (32e, 24e, 34e, -) |
| 2015 | NC23 (24e, 18e, 23e, -) |                         |